# Vipera darevskii
Vipera darevskii is een giftige slang uit de familie adders (Viperidae).

## Naam en indeling
De wetenschappelijke naam van de soort werd voor het eerst voorgesteld door Valery Iosiphovich Vedmederja, Nikolai Lutseranovich Orlov en Boris S. Tunyev in 1986.
De soortaanduiding darevskii is een eerbetoon aan de Russische herpetoloog Ilya S. Darevsky (1924 - 2009). Ook alle ondersoorten zijn vernoemd naar personen.

## Verspreiding en habitat
Deze soort komt voor in delen van Europa en Anatolië en leeft in de landen Armenië, Georgië en Turkije. De habitat bestaat uit rotsige omgevingen. Ook in door de mens aangepaste streken zoals weilanden kan de slang worden gevonden. De soort is aangetroffen op een hoogte van ongeveer 2100 tot 2700 meter boven zeeniveau.

## Beschermingsstatus
Door de internationale natuurbeschermingsorganisatie IUCN is de beschermingsstatus 'ernstig bedreigd' toegewezen (Critically Endangered of CR).

## Ondersoorten
De soort wordt verdeeld in vier ondersoorten die onderstaand zijn weergegeven, met de auteur en het verspreidingsgebied.
| Naam                       | Auteur                                                                      | Vernoemd naar                 | Verspreidingsgebied                        |
| -------------------------- | --------------------------------------------------------------------------- | ----------------------------- | ------------------------------------------ |
| Vipera darevskii darevskii | Vedmederja, Orlov & Tunyev, 1986                                            | Ilya S. Darevsky              | Overige delen van het verspreidingsgebied. |
| Vipera darevskii kumlutasi | Tuniyev, Avci, Tuniyev, Ilgaz, Olgun, Petrova, Bodrov, Geniez & Teynié 2018 | Yusuf Kumlutaş                | Turkije                                    |
| Vipera darevskii olguni    | Tuniyev, Avci, Tuniyev, Agasian & Agasian 2012                              | Kurtulus Olgun                | Turkije                                    |
| Vipera darevskii uzumorum  | Tuniyev, Avci, Tuniyev, Ilgaz, Olgun, Petrova, Bodrov, Geniez & Teynié 2018 | Nazan Üzüm en Ömer Barış Üzüm | Turkije                                    |